# 대신 나들목
대신 나들목(Daesin IC)은 경기도 여주시 대신면 율촌리에 설치된 광주원주고속도로의 5번 교차로이다. 나들목 진출입로는 대신면 보통리와 접하고 있으며, 대신면, 여주시내 및 양평군 개군면 등지로 진출할 수 있다. 2016년 11월 11일에 개통되었다.
2015년 12월 31일에 명칭을 대신 나들목으로 확정했다.

## 연혁
- 2010년 3월 4일 : 나들목 신설을 위해 여주군 도시계획시설 교통광장에 대신면 율촌리 일원을 대신 나들목으로 고시[2]
- 2015년 12월 31일 : 명칭을 대신 나들목으로 확정[1]
- 2016년 11월 11일 : 광주원주고속도로 개통과 함께 통행 개시[3]

## 구조물 정보
- 위치: 경기도 여주시 대신면 율촌리
- 영업소: 경기도 여주시 대신면 여양로 1634

## 접속하는 노선
- 여양로 (국도 제37호선, 국가지원지방도 제88호선)

## 교통량 정보
| 요금소        | 통행량 (대/일) | 통행량 (대/일) | 통행량 (대/일) | 통행량 (대/일) | 각주  |
| 요금소        | 2016년         | 2017년         | 2018년         | 2019년         | 각주  |
| ------------- | -------------- | -------------- | -------------- | -------------- | ----- |
| 대신 (폐쇄식) | 953            | 1,207          | 1,062          | 1,140          | [ 4 ] |